# ساوت‌بورو، کنت
longitudeساوت‌بورو، کنتlatitudeساوت‌بورو، کنت
ساوت‌بورو، کنت (به انگلیسی: Southborough, Kent) یک شهرک در بریتانیا است که در انگلستان واقع شده‌است.

## خصوصیات
ساوت‌بورو ۱۱٬۱۲۴ نفر جمعیت دارد.